# جوئی مک‌میلن
جوئی مک‌میلن (انگلیسی: Joi McMillon) تدوین‌گر اهل ایالات متحده آمریکا است.
از فیلم‌ها یا مجموعه‌های تلویزیونی که وی در آن‌ها نقش داشته است، می‌توان به مهتاب اشاره نمود.